# موسى إتش. غرينليف
موسى إتش. غرينليف هو سياسي أمريكي، ولد في 3 مارس 1803 في نيو بدفورد في الولايات المتحدة، وتوفي في 24 نوفمبر 1877 في نيويورك في الولايات المتحدة. نشط حزبياً في حزب اليمين والحزب الجمهوري والحزب الديمقراطي. وقد انتخب عضو مجلس النواب الأمريكي ‏.